# Franz Rosenzweig
(Franz Rosenzweig)
Franz Rosenzweig (Kassel, 25 dicembre 1886 – Francoforte sul Meno, 10 dicembre 1929) è stato un filosofo tedesco, allievo di Heinrich Rickert e di Friedrich Meinecke.
Come il suo amico e collaboratore, il filosofo Martin Buber, fu un esponente di quell'ebraismo più aperto al Cristianesimo.

## Biografia
Nato da una famiglia ebraica non troppo osservante, la sua formazione è stata prettamente secolare, con studi di storia e filosofia presso le Università di Gottinga, Monaco di Baviera e Friburgo.
Dopo un primo avvicinamento alle posizioni esistenzialistiche in funzione anti-idealistica, in polemica soprattutto con il grande e unitario sistema filosofico di Hegel, del quale è considerato uno specialista, s'incamminò in una nuova elaborazione che denominò "filosofia esperiente" o "empirismo assoluto" che troverà formulazione scritta nella sua opera più importante "La stella della redenzione" del 1921.
Visse perlopiù a Francoforte in un periodo in cui la cultura ebraica molto attiva era rappresentata dai nomi dello psicoanalista Erich Fromm, dal noto esperto del misticismo ebraico, e della cabala ebraica in particolare, Gershom Scholem e dal filosofo Martin Buber, che allora stava lavorando alla sua concezione del "principio dialogico". Con quest'ultimo Rosenzweig ha inoltre lavorato per la traduzione della Torah dall'ebraico al tedesco, ed è stato il fondatore della Casa dell'educazione ebraica, un posto dove gli ebrei possono riscoprire le loro radici e la propria cultura.
Dal 1924 fino alla morte tenne la cattedra di filosofia e teologia ebraica dell'Università di Francoforte. Dal 1926 al 1929, anno della sua morte, promosse la pubblicazione dell'importante rivista filosofica interconfessionale "Die Kreatur" da lui ideata insieme a Martin Buber, e i cui redattori furono un filosofo ebreo, Martin Buber, un teologo cattolico, Joseph Wittig, e un medico protestante, Viktor von Weizsäcker.
Rosenzweig soffriva di una grave malattia muscolare, la sclerosi laterale amiotrofica (SLA) e poté continuare a scrivere solo con l'aiuto della moglie.
Tra gli autori nei quali si risente un'influenza del suo pensiero va annoverato il critico e filosofo Walter Benjamin, esponente della Scuola di Francoforte.

## La questione fondamentale
Per Rosenzweig la questione fondamentale che fa da fulcro a tutta la sua ricerca filosofica è la condizione creaturale e quindi mortale dell'uomo. È proprio da questa sua impostazione interrogativa che prende le mosse il suo interesse fondamentale per il problema della redenzione dal nulla.

## Ebraismo come religione e ebraismo come credo
(Franz Rosenzweig)
Per Rosenzweig, l'Ebraismo come intuizione religiosa che stava alla sua radice era la prima concezione realmente monoteistica della storia religiosa dell'umanità e in essa l'unitarietà dell'essere trovava la sua più arcaica formulazione nel nome di Dio quale "Colui che è". Questo a differenza dell'ebraismo inteso come credo, che si confermava invece come versione fermata e dogmatizzata di tale concezione religiosa.
Con queste premesse, la concezione dell'ebraismo di Rosenzweig andava oltre il semplice aspetto confessionale, per configurarsi come espressione del valore universale della religiosità che si impernia sul limite della mortalità e il suo superamento grazie ad un percorso di redenzione da questa.

## Dall'ebraismo al cristianesimo
Per un periodo il filosofo considerò anche la possibilità di convertirsi al Cristianesimo, determinato ad abbracciare la fede come fecero i primi cristiani che, prima di diventare tali, vissero nella loro comunità originaria, quella ebraica.
In occasione di uno Yom Kippur, nella sinagoga di Kassel, in Germania, sembra aver avuto un'esperienza a carattere mistico che lo indusse a cominciare, insieme all'amico e filosofo Martin Buber, una nuova traduzione della Bibbia in tedesco. Ad ogni modo, nulla traspare dai suoi scritti riguardo alla sua intenzione di conversione al cristianesimo.
Il fatto, poi, che questa conversione non sia avvenuta, spiega anche il rapporto che Rosenzweig riteneva ci fosse tra ebraismo e cristianesimo: un nesso di complementarità e non certamente di continuità. 
A differenza di molti, che considerano l'avvento del cristianesimo come una vera e propria rivoluzione interna all'ebraismo, egli riteneva che il cristianesimo in fondo non avesse aggiunto e cambiato granché all'ebraismo originario, per cui ritenne irrilevante mettere in atto la sua conversione.
Più precisamente, egli riconosce al cristianesimo, proprio come all'ebraismo, di essere via di redenzione dallo stato creaturale e pertanto mortale, ma non riconosce l'uomo Gesù quale Cristo come luogo in cui la distanza tra creatura e Creatore giunge ad annullarsi.

## La critica a Hegel
Mentre lavorava alla sua dissertazione per il dottorato sulla filosofia di Hegel, Rosenzweig, pur salvaguardando la visione unitaria dell'essere, che era la caratteristica essenziale anche del pensiero di Hegel, rifiutò l'idealismo hegeliano per un approccio esistenziale che in questo suo primo periodo gli parve più convincente.
Da tale posizione filosofica egli intendeva muovere verso un approccio più concreto della concezione unitaria dell'essere. Una concezione che rendesse cioè conto della molteplicità e, nel contempo, dell'individualità, senza che questi due principi venissero inglobati e quindi annullati in una concezione della "totalità" che per Rosenzweig aveva il difetto di essere troppo astratta e non concretamente riscontrabile.

## La stella della redenzione
L'opera più importante di Rosenzweig, La stella della redenzione, è l'inizio della sua nuova filosofia, nella quale rappresenta la relazione tra Dio, l'umanità e il mondo, connessi dalla creazione, rivelazione e redenzione. Inoltre, egli critica con toni accesi la filosofia occidentale, soprattutto Hegel, pur senza far scadere il suo "empirismo assoluto" in un empirismo materialistico, nella direzione, invece, di una concezione unitaria dell'esperienza sia del mondo sia di Dio.

## Opere
- Hegel und der Staat (1912 e 1918), tr. di Anna Lucia Kunkler Giavotto e Rosa Curino Cerrato, a cura di Remo Bodei, Hegel e lo Stato, Bologna: Il Mulino, 1976
- Globus: per una teoria storico-universale dello spazio (1917), tr. di Stefania Carretti, a cura di Francesco Paolo Ciglia, Genova: Marietti, 2007 ISBN 9788821194290
- Der Schrei (1918), a cura di Francesco Paolo Ciglia, Il grido, Brescia: Morcelliana, 2003
- Bildung und kein Ende (1920), tr. a cura di Gianfranco Bonola, in La scrittura. Saggi dal 1914 al 1929, Roma: Città nuova, 1991
- Der Stern der Erlösung (1921), tr. a cura di Gianfranco Bonola, La stella della redenzione, Genova: Marietti, 1985 e 2000 – è la sua opera principale sulla filosofia della religione: Testo tedesco completo ISBN 8821186180
- Das Büchlein vom gesunden und kranken Menschenverstand (1922), tr. a cura di Gianfranco Bonola, Dell'intelletto comune sano e malato, Trento: Reverdito, 1987
- Sechzig Hymnen und Gedichte des Yehudah ha-Lewi (1924), traduzione e introduzione di Gian Domenico Cova: Jehuda Halevi, Non nella forza ma nello Spirito: novantacinque inni e poesie scelte da Franz Rosenzweig, Genova: Marietti, 1992
- Die fünf Bücher der Weisung (1925). La prima parte della volgarizzazione in tedesco della Bibbia iniziata con Martin Buber
- Das neue Denken (1925), tr. Il nuovo pensiero, a cura di Gianfranco Bonola, commento di Gershom Scholem, Venezia: Arsenale, 1983
- Zweistromland (1926)
- Briefe eines Nichtzionisten an einen Antizionisten (1929)
- Die Schrift. Verdeutscht von Martin Buber gemeinsam mit Franz Rosenzweig, (1954 e seguenti), 13 volumi, tr. parziale a cura di Gianfranco Bonola, in La scrittura. Saggi dal 1914 al 1929, cit.
- Il filosofo è tornato a casa: scritti su Hermann Cohen, a cura di Roberto Bertoldi, Reggio Emilia: Diabasis, 2003
- Judaism Despite Christianity (con Eugen Rosenstock-Huessy) (1969), introduzione di Harold M. Stahmer, tr. a cura di Gianfranco Bonola, La radice che porta. Lettere su ebraismo e cristianesimo (con Eugen Rosenstock), Genova: Marietti, 1990 ISBN 882118661X (tedesco online[collegamento interrotto])
- Die «Gritli»-Briefe. Briefe an Margrit Rosenstock-Huessy, a cura di Inken Rühle e Reinhold Mayer (2002), lettere a Margrit Rosenstock-Huessy
- Ebraismo, «Bildung» e filosofia della vita, traduzione di Stefano Franchini, a cura di Giancarla Sola, Firenze: Giuntina, 2000

Opere complete:
- Der Mensch und sein Werk. Gesammelte Schriften I-IV, Den Haag: Nijhoff, 1976-1984
  - volume I, in 2 tomi: Briefe und Tagebücher
  - volume II: Der Stern der Erlösung
  - volume III: Zweistromland. Kleinere Schriften
  - volume IV, tomo 1: Sprachdenken im Übersetzen (Hymnen und Gedichte des Jehuda Halevi)
  - volume IV, tomo 2: Sprachdenken im Übersetzen (Arbeitspapiere zur Verdeutschung der Schrift)